# Robert F. Kennedy Bridge
Il Robert F. Kennedy Bridge, noto anche come Triborough Bridge e talvolta chiamato RFK Triborough Bridge o RFK Bridge, è un complesso di tre ponti separati e dei loro viadotti situato a New York. 
Il complesso di ponti e strade sopraelevate serve a collegare i tre quartieri Manhattan, Queens e Bronx.
I tre ponti del complesso Triborough Bridge sono:
- Il ponte a sollevamento verticale Harlem River, il più grande al mondo, che collega Manhattan a Randalls Island.

- Il ponte di Bronx Kill, che collega l'isola di Randalls al Bronx.

- Il ponte sospeso su Hell Gate (uno stretto dell'East River), che collega l'isola di Wards ad Astoria nel Queens.

Questi tre ponti sono collegati da un viadotto autostradale sopraelevato attraverso Randalls e Wards Islands e da 23 km di strade.
Il complesso del ponte è stato progettato dall'ingegnere Othmar H. Ammann e dall'architetto Aymar Embury II.